# 法國猶太神學院
48°30′N 2°12′E / 48.50°N 2.20°E
法國猶太神學院（法語：Séminaire israélite de France，SIF）又稱為法國中央拉比學校，是一所專門培訓拉比的私立大學，隸屬於法國猶太中央公署。

## 歷史
法國猶太神學院於1829年8月21日創立於梅斯，原名為梅斯中央拉比學校，1859年根據歐仁妮·德·蒙提荷皇后簽署的旨意，因此從梅斯遷往巴黎，後來更名為猶太神學院。

## 課程
法國猶太神學院以培養拉比為主要目標，授課內容包含猶太教、猶太史、哈拉卡、塔木德。

## 歷任校長
- 1830-1837 : Lion Mayer Lambert
- 1837-1856 : Mayer Lazard
- 1856-1890 : 艾薩克·萊昂·特雷內爾
- 1890-1917 : 約瑟夫·萊曼
- 1919-1931 : 朱爾斯·鮑爾
- 1932-1949 : 莫里斯·利貝爾
- 1949-1951 : 埃內斯特·古根海姆
- 1951-1977 : 亨利·席利
- 1977-1977 : 歐內斯特·古根漢
- 1977-1991 : Emmanuel Chouchena
- 1992-2012 : 米歇爾·古根海姆
- 2013- : Olivier Kaufmann

## 知名校友
- 雅各布·戈爾丁
- 愛德華·古列維奇
- 莫里斯·利貝爾
- 雅科·格魯內瓦爾德
- 埃內斯特·古根海姆
- 達尼埃爾·戈特利布
- 勒內·古特曼
- 保羅·阿格諾埃
- 梅耶·亞伯拉罕·阿萊維
- 達維德·福伊爾沃克
- 勒內·赫斯勒
- 保羅·亞歷山大·勒內·雅內
- 撒姆耳·勒內·卡普爾
- 邁爾·蘭伯特
- 拉扎爾·沃格
- 約瑟夫·萊曼
- 路易·熱爾曼·利維
- 伊西多爾·洛布
- 霍內爾·邁斯
- 傑拉德·納宏
- 薩米埃爾·瑙姆堡
- 莫伊茲·舒爾
- 雅克·瓦克寧
- 讓·波利亞切克
- 保羅·羅伊特曼
- 吉恩·施瓦茲
- 查爾斯·圖阿蒂
- 喬治·維達
- 歐內斯特·威爾
- 阿隆·沃爾夫
- 所羅門·澤特林
- 萊昂·阿爾加齊
- 埃利-阿里斯蒂德·阿斯特呂
- 羅伯特·安切爾
- 雅克·奧舍爾
- 亞伯拉罕·巴克
- 保羅·鮑爾
- 朱爾斯·鮑爾
- 利昂·博曼
- 亞伯拉罕·布洛赫
- 埃利·布洛赫
- 伊曼紐爾·布爾茨
- 丹尼爾·達罕
- 西蒙·德勃雷
- 亞伯拉罕·德意志
- 若西·艾森柏格
- 約瑟夫·法蘭克福特
- 西蒙·福克斯
- 約瑟夫·德倫堡
- 艾薩克·萊昂·特雷內爾
- 麥可·阿祖萊
- 亞歷克西斯·布魯姆
- 埃米爾·卡恩
- 摩西·卡索拉
- 馬庫斯·科恩
- 哈特維格·德倫堡
- 雅克·亨利·德萊福斯
- 讓·宗德爾·艾奇斯基
- 邁耶·賈伊斯
- 艾薩克·卡佩塔斯
- 讓·克林
- 班傑明·利普曼
- 馬克斯·沃沙斯基
- 朱利安·威爾
- 喬納斯·韋爾
- 安德烈·扎維

## 相關連結
- 法國猶太神學院 （页面存档备份，存于）